# Oxyopes licenti
Oxyopes licenti là một loài nhện trong họ Oxyopidae.
Loài này thuộc chi Oxyopes. Oxyopes licenti được Ehrenfried Schenkel-Haas miêu tả năm 1953.